# Kamienica przy ulicy Słowackiego 17 w Katowicach
Kamienica przy ulicy Juliusza Słowackiego 17 w Katowicach – narożna kamienica mieszkalno-handlowa w Katowicach, położona na obszarze dzielnicy Śródmieście, przy ulicy J. Słowackiego i ulicy F. Chopina 5.
Została ona wzniesiona w 1901 roku jako obiekt sześciokondygnacyjny i z jedną kondygnacją podziemną, o łącznej powierzchni 426 m² w stylu eklektycznym. Znajdowała się wówczas przy ówczesnej Schillerstrasse. Według Adressbuch fur Kattowitz (Stadt und Schlossbezirk) und Zawodzie z 1905 roku, właścicielem kamienicy był kupiec Jacob Wiener, a budynek zamieszkiwali liczni lokatorzy. Nie było w niej wówczas zainstalowanego telefonu. Według Księgi adresowej miasta Wielkich Katowic 1935/36 r., w kamienicy mieszkały głównie rodziny kupców i prawników. Mieścił się tu też Dom Handlu Żelaza.
Kamienica jest wpisana do Gminnej Ewidencji Zabytków – kartę opracowało Biuro Konserwatora Zabytków Urzędu Miasta Katowice w 2012 roku. Według stanu ze stycznia 2021 roku, w rejestrze REGON przy ulicy J. Słowackiego 17 było zarejestrowanych 9 firm.

## Galeria

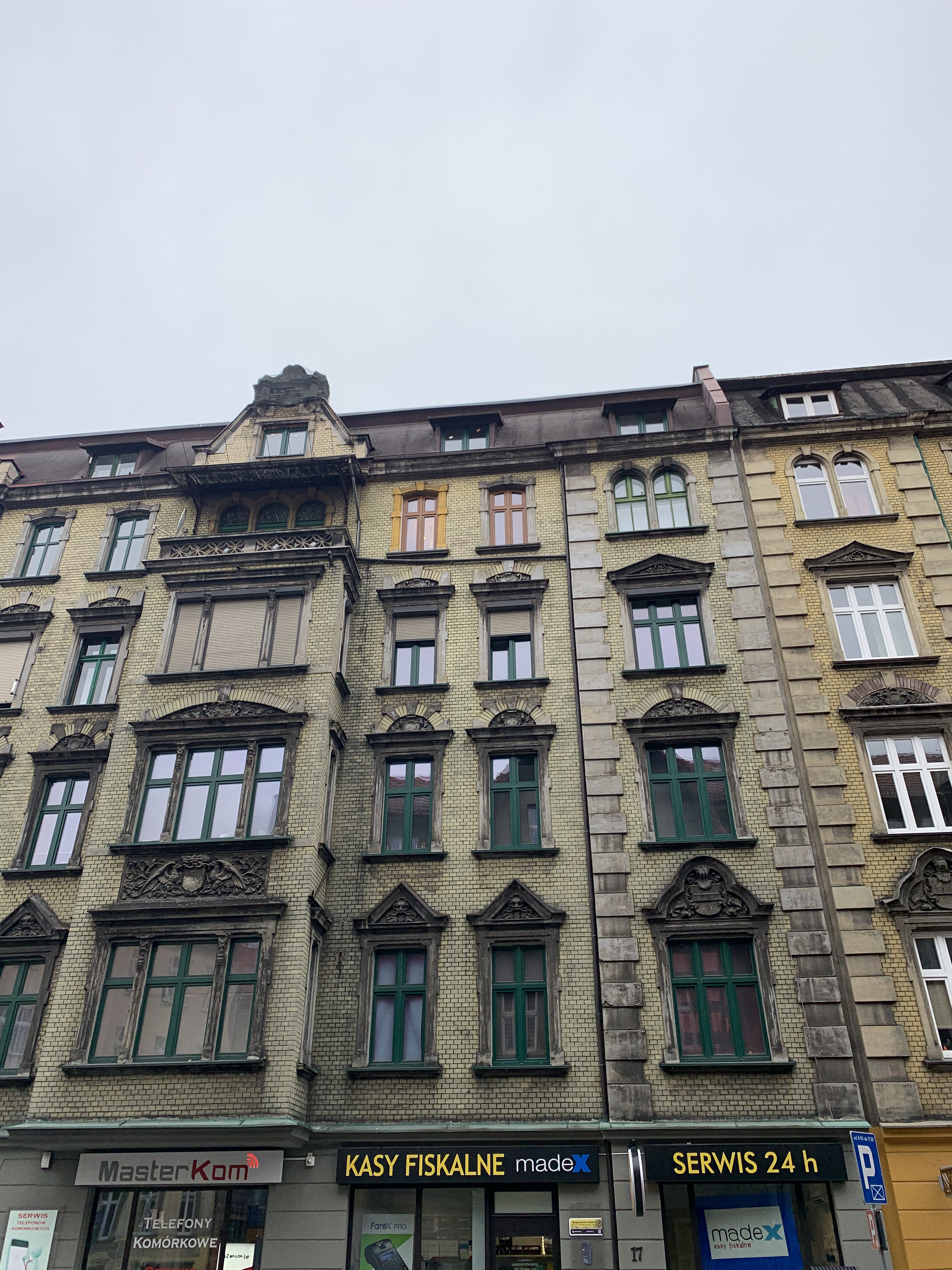
Fasada od ulicy J. Słowackiego
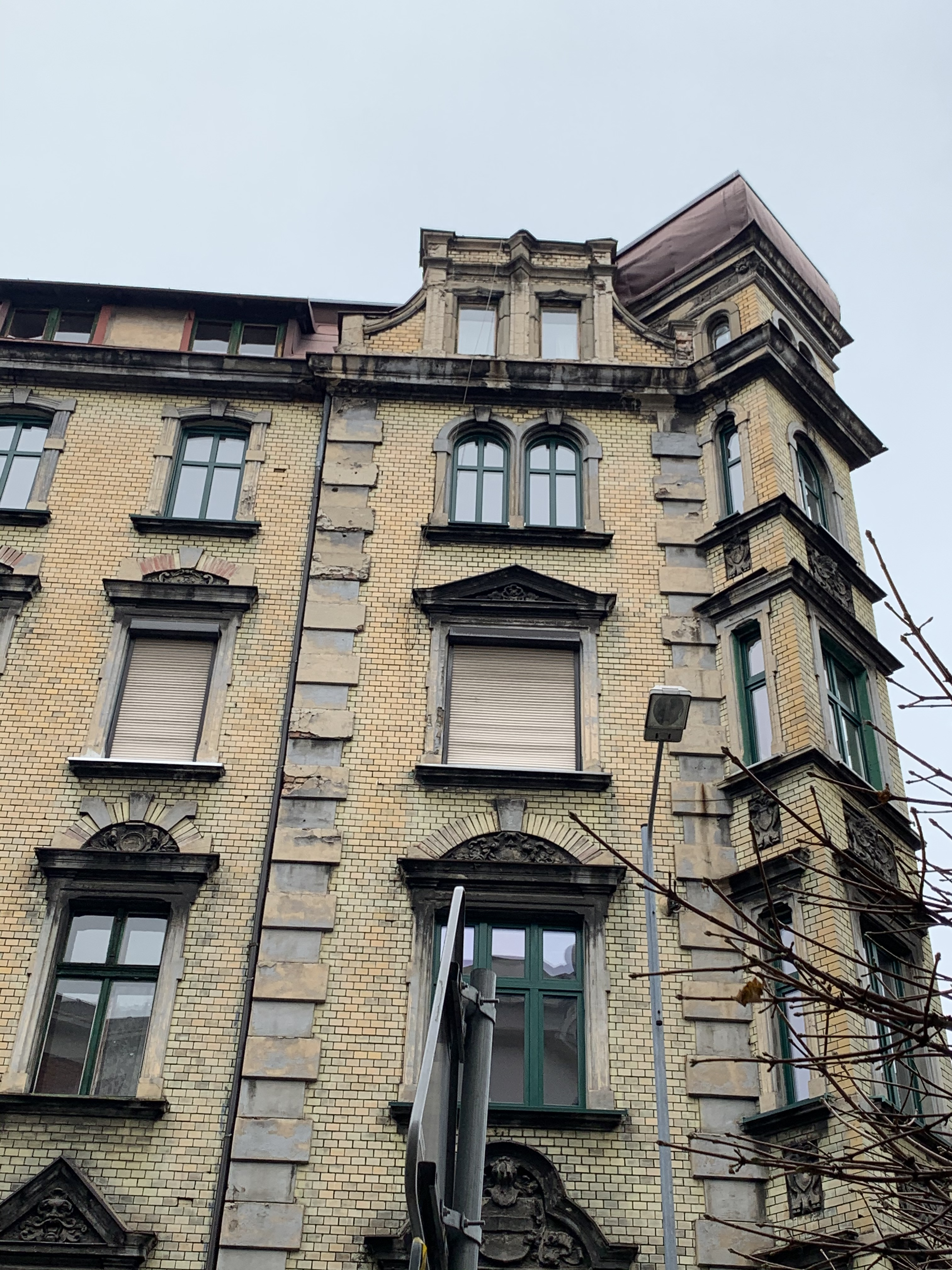
Fasada od ulicy F. Chopina
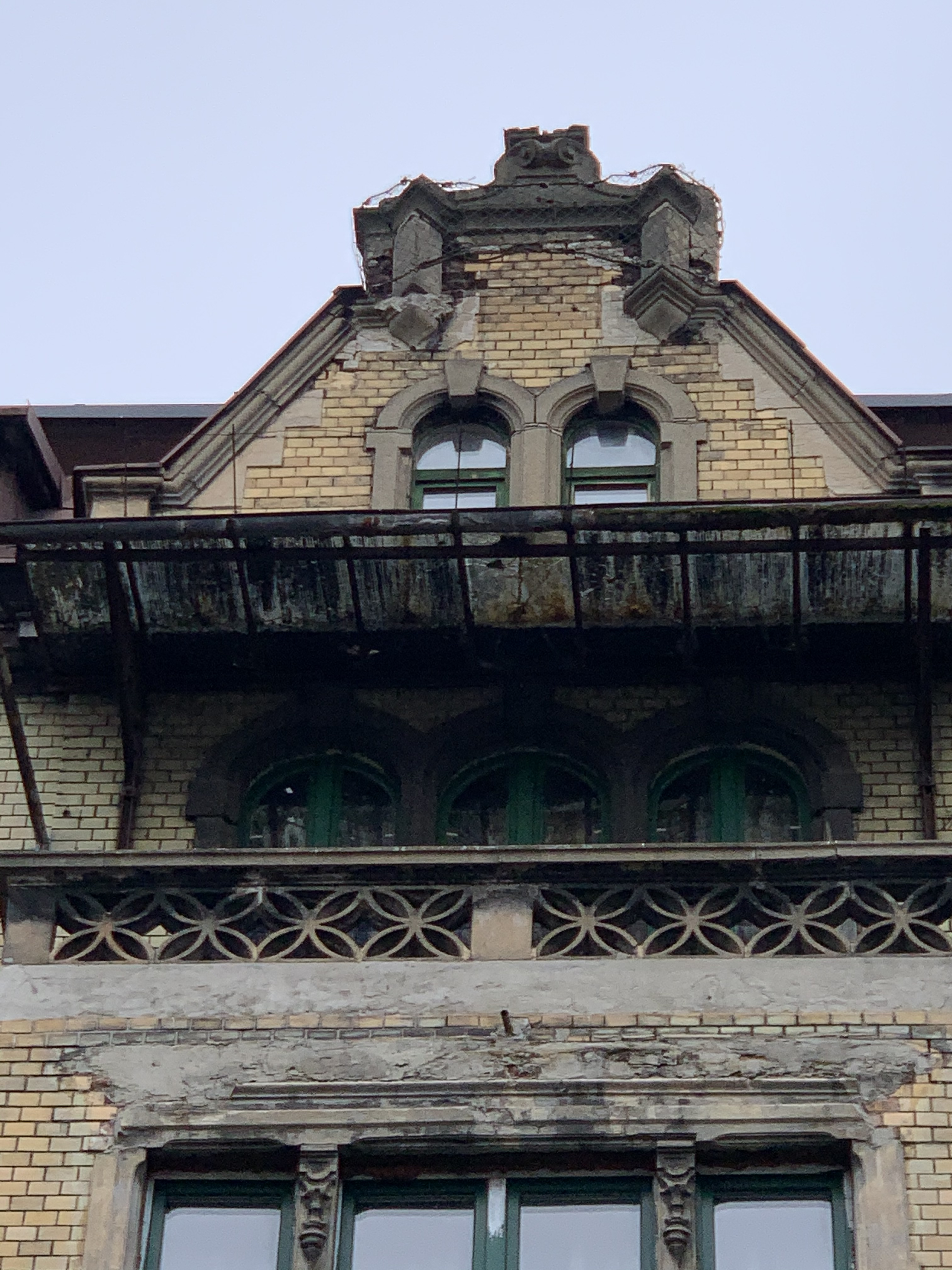
Balkon z tynkowaną balustradą nad wykuszem
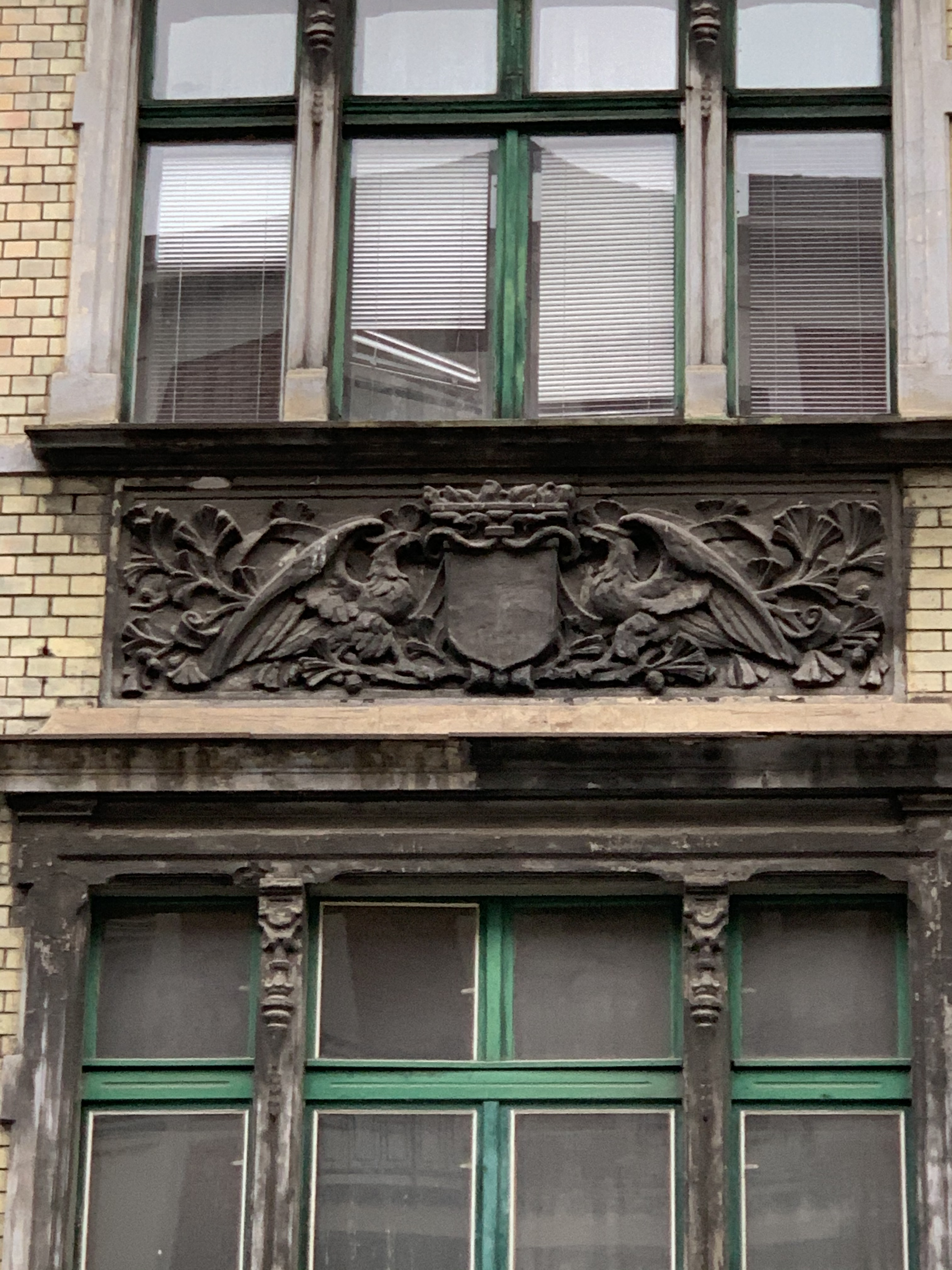
Kartusz pod oknem na drugim piętrze w obrębie wykusza